# Riccardia elegans
Riccardia elegans là một loài rêu trong họ Aneuraceae. Loài này được Stephani Hürl. mô tả khoa học đầu tiên năm 1976.